# Kleinkastell Langendiebach
Das Kleinkastell Langendiebach war ein römisches Kastell an der Wetteraulinie des Obergermanisch-Rätischen Limes im heutigen Langendiebach, einem Stadtteil von Erlensee im Main-Kinzig-Kreis. Wie viele Kleinkastelle diente es wahrscheinlich zur Überwachung eines Grenzübergangs an einem prähistorischen Weg. Heute ist von der Anlage nichts mehr sichtbar.

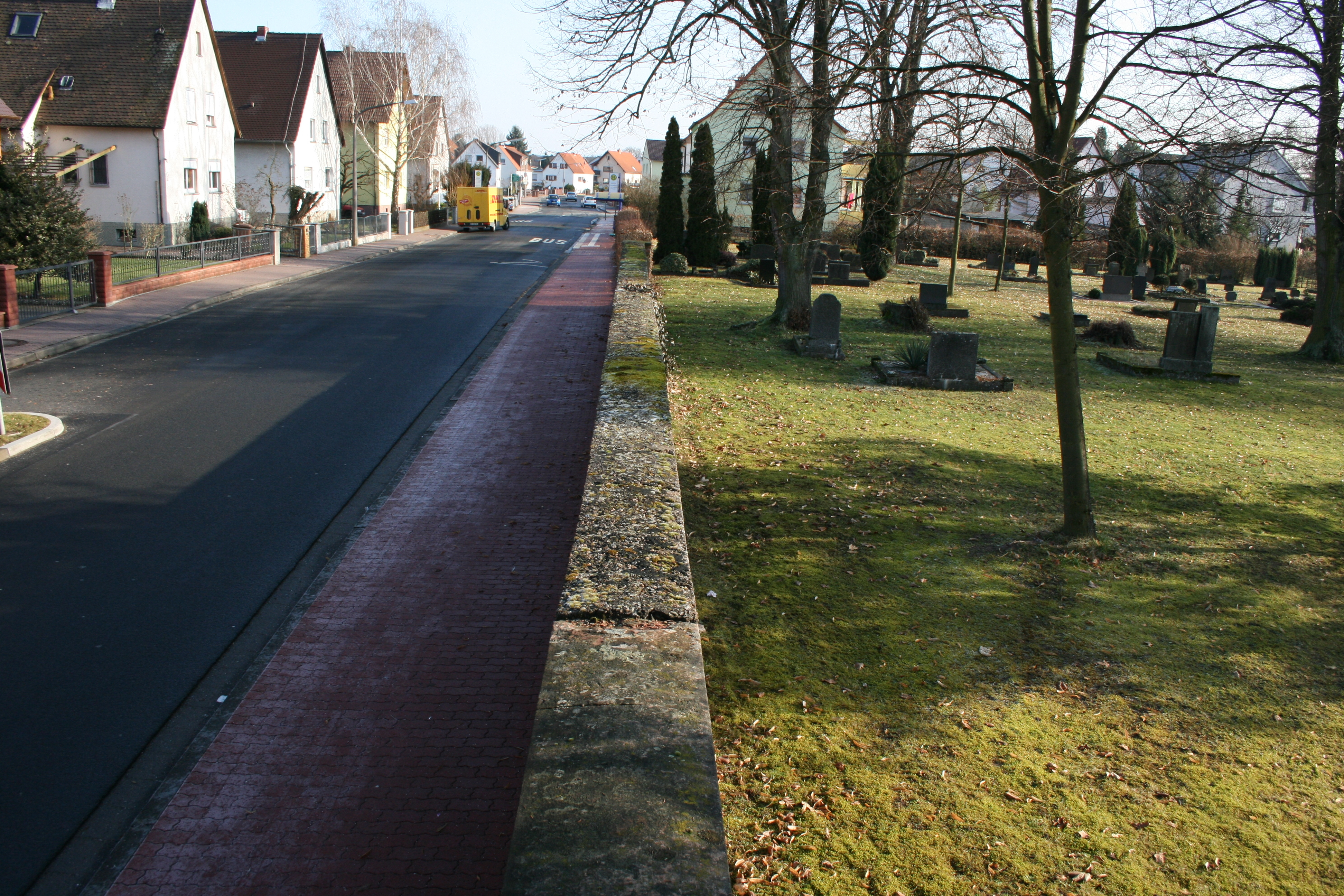
Ansicht des ehem. Kastellgeländes (Alter Friedhof Langendiebach). Vom Kleinkastell ist heute nichts mehr sichtbar.

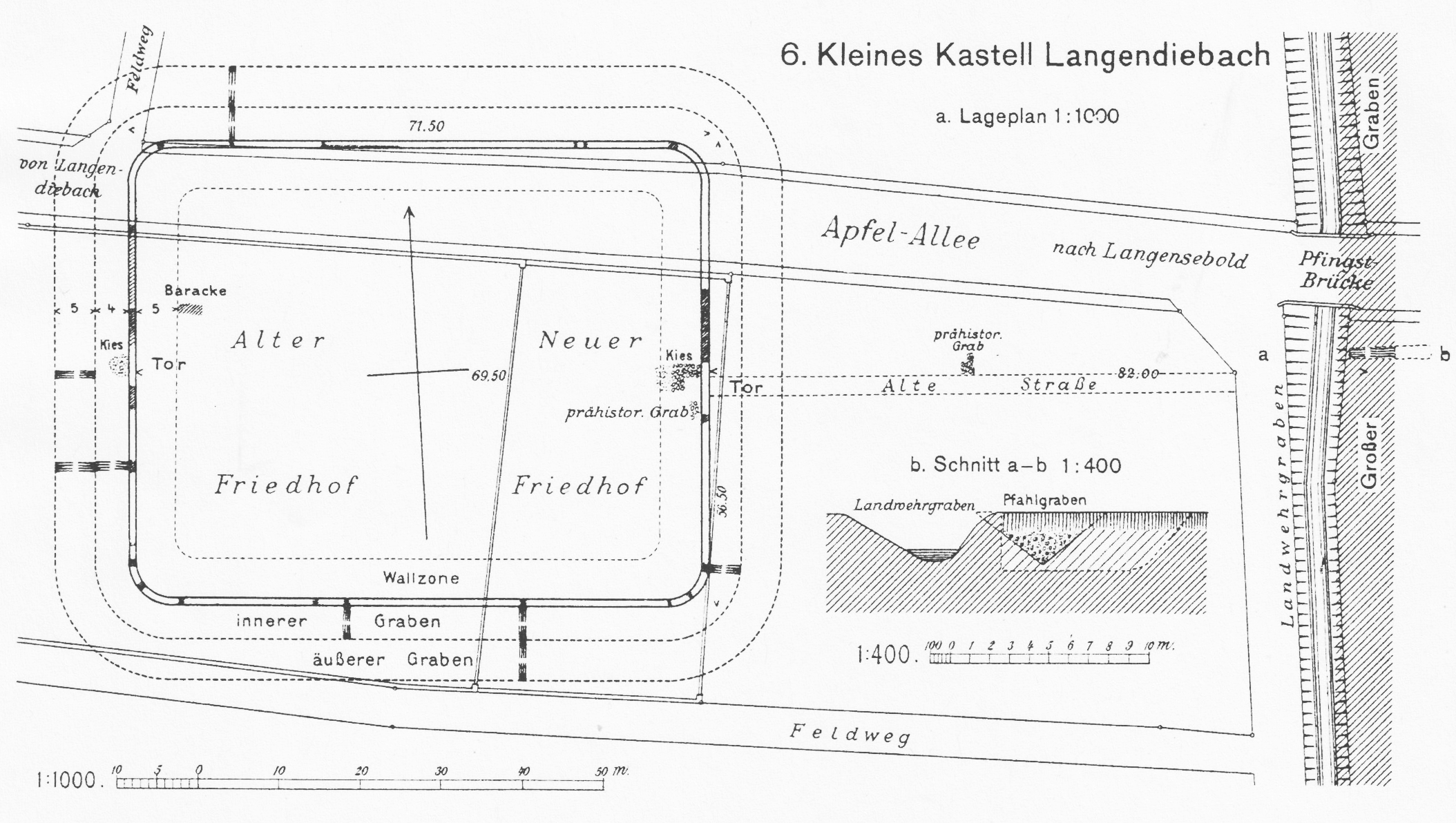
Kleinkastell Langendiebach nach den Grabungen 1893/94

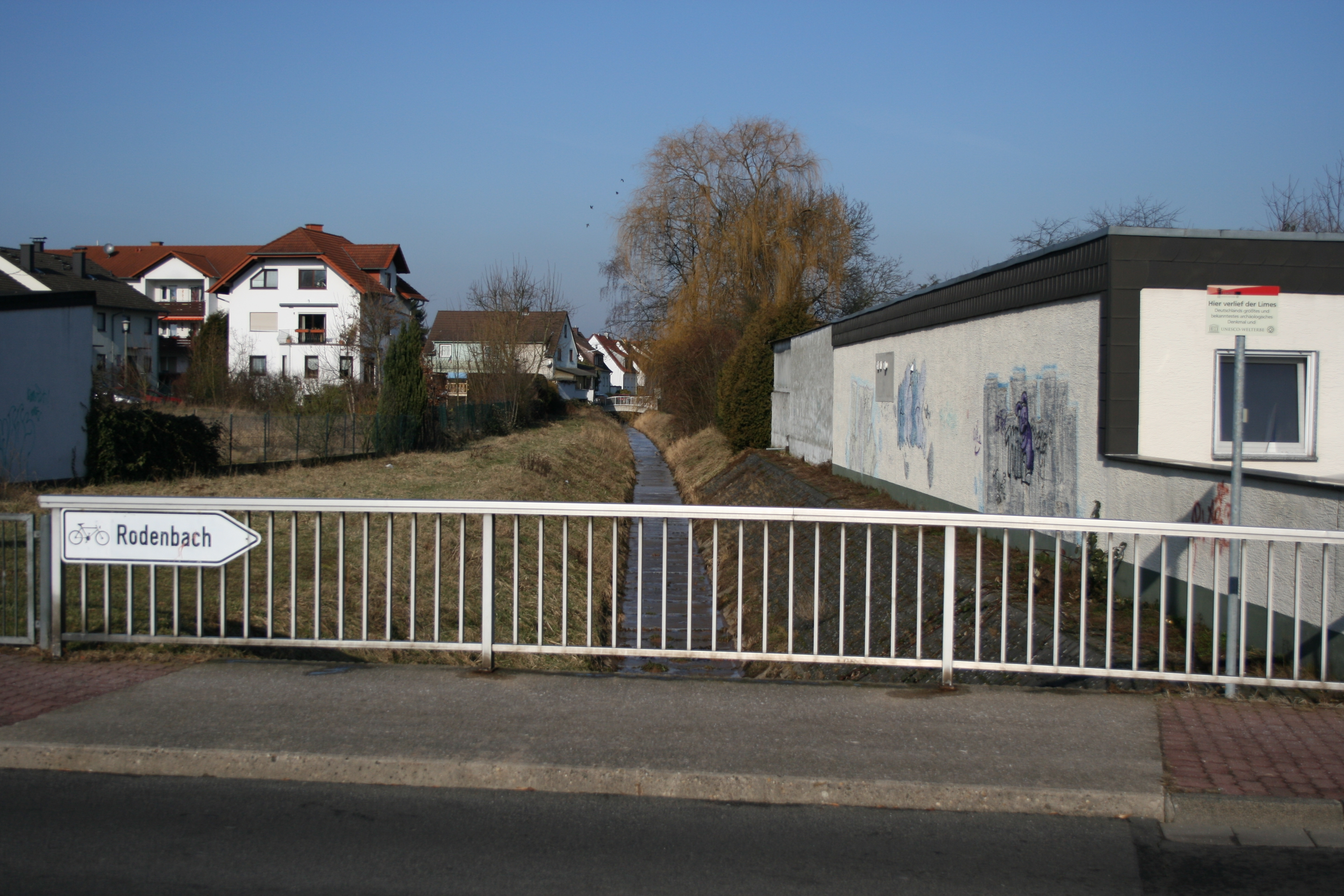
Landwehrgraben (parallel zum Verlauf des Limes) und Hinweisschild

## Lage
Langendiebach liegt auf einer kleinen Sanddüne. Das Gelände fällt südlich des Ortskerns leicht ab. Hier verlief ein vorrömischer Weg, der von Bischofsheim über Hochstadt-Mittelbuchen und Bruchköbel kommend, den Limes bei Langendiebach kreuzte und Richtung Langenselbold entlang des Kinzigtales führte. Gräber der Bronze- und Hallstattzeit in der Nähe des Kastells sowie nahe der Kastellmauer belegen, dass es sich um einen vorrömischen Verkehrsweg handelte.
Die Nähe von nur 1500 m zum Kastell Rückingen zeigt, dass der Weg auch in römischer Zeit noch eine gewisse Bedeutung hatte, so dass ein eigenes Kleinkastell zu seiner Überwachung notwendig wurde.
Das Kastell befindet sich heute unter dem Alten Friedhof, der Friedensstraße sowie neuzeitlichen Wohngebäuden und ist nicht mehr sichtbar. Der Limes verlief in etwa 70 m Entfernung östlich des Kastells fast genau von Norden nach Süden. Heute verläuft der Landwehrgraben weitgehend parallel (im weiteren Verlauf: Limesweg, Ronneburgstraße und Konrad-Adenauer-Str. südlich Langendiebachs).

## Anlage
Grabungen im Kastellbereich fanden 1893/94 durch die Reichs-Limeskommission statt. Aufgrund der etwas erhöhten Lage wurde zunächst nach einem Wachturm gesucht. Neuere Untersuchungen fanden aufgrund weitgehender Überbauung nicht statt.
Die Grabungen erbrachten ein Steinkastell von 71,5 mal 56,5 m, das auf den Limes ausgerichtet war. Zu dieser Zeit war bereits der größte Teil der Steine ausgebrochen, Fundamente nur noch bis zu einer Tiefe von 1 m unter der Oberfläche vorhanden. Die 1 m breit fundamentierten Mauern waren an den Ecken in einem Radius von 5 m abgerundet. Das Kastell besaß zwei umlaufende Spitzgräben mit 4 bzw. 5 m Breite und einer Tiefe von 1,70 bis 2,20 m. An die Mauer befand sich innen angelehnt eine 5 m breite Wallschüttung.
Tore konnten nur an den Schmalseiten des Kastells durch unterbrochene Fundamente und Gräben sowie eine Kiesschüttung nachgewiesen werden. An der Westseite war der äußere Graben nicht unterbrochen, wahrscheinlich befand sich hier eine hölzerne Brücke. Ob das Kastell an den Langseiten Tore besaß, konnte nicht geklärt werden, da die nördliche Mauer durch eine Straße, die südliche durch eine Böschung bereits vollständig zerstört waren.
Über die Innenbebauung konnten aufgrund der schmalen, sich rechtwinklig kreuzenden Grabungsschnitte nur wenige Aussagen getroffen werden. Dicht hinter dem angeschütteten Wall wurden Fachwerklehm und verkohlte Pflanzenreste nachgewiesen, was auf Mannschaftsbaracken hinweist. Der archäologische Befund im Kernbereich des Kastells war beim neuzeitlichen Steinraub aufgrund des sandigen Bodens weitgehend zerstört worden. Das Bruchstück einer Ziegelplatte der Legio XXII Primigenia sowie Fragmente von Fensterglas weisen auf die Existenz von Gebäuden hin.
Das Kleinkastell kann aufgrund der wenigen Funde nur grob etwa in die Zeit Kaiser Trajans oder Hadrians datiert werden. Als Teil des Obergermanisch-Raetischen Limes gehört das Kastell seit 2005 zum UNESCO-Welterbe.

## Limesverlauf vom Kleinkastell Langendiebach zum Kastell Rückingen
Der Limes verläuft in einer annähernden Nord-Süd-Richtung östlich des Kastells vorbei, parallel zum heutigen Landwehrgraben. An einigen Stellen wurde er von der Reichs-Limeskommission 1893/94 zwischen dem Kleinkastell bis zum Übergang über die Kinzig nachgewiesen. Ein Wachturm 5/8 wurde zwischen Langendiebach und Rückingen vermutet, konnte aber nicht durch Ausgrabungen nachgewiesen werden.